# Anatomía del amor
Anatomía del amor es el octavo álbum de estudio del cantante mexicano Aleks Syntek, publicado por la compañía discográfica The Orchard Music.
El álbum se caracteriza por el clásico estilo musical de Syntek, entre pop, pop rock y balada romántica, aunque utilizando elementos musicales de la época de los '80 y '90. De este álbum, se desprenden cinco sencillos: «La extinción de las especies», «Eclipse de luna» y «Anatomía del amor». Cuenta con las participaciones de Madame Recamier y Lucas & The Woods.

## Lista de canciones
| N.º | Título                                         | Duración |  |
| 1.  | «La extinción de las especies»                 | 3:37     |  |
| 2.  | «Güey Cup» (con Madame Récamier)               | 3:52     |  |
| 3.  | «Eclipse de luna»                              | 3:54     |  |
| 4.  | «Te vi»                                        | 4:01     |  |
| 5.  | «Anatomía del amor»                            | 4:00     |  |
| 6.  | «Trampa letal»                                 | 3:40     |  |
| 7.  | «Los sueños del mundo» (con Lucas & The Woods) | 3:55     |  |
| 8.  | «Sinfonía de la creación»                      | 3:42     |  |
| 9.  | «Me lleva la vida»                             | 4:30     |  |
| 10. | «Niño del silencio»                            | 3:27     |  |